# A Daughter of the City
A Daughter of the City è un film muto del 1915 diretto da E.H. Calvert.
Fu il primo lavoro nella relativamente breve carriera di sceneggiatore di W. S. Van Dyke (1889-1943) che aveva iniziato come assistente di Griffith in La nascita di una nazione e che in seguito sarebbe diventato - tra gli anni trenta e quaranta - uno dei più popolari registi di Hollywood.

## Trama
Figlia di una povera sarta che le consiglia di aspirare a una vita migliore, Margaret Fowler rimanda a Dick, un impiegato innamorato di lei, l'anello di fidanzamento. Le Moyne, un famoso pittore, prende Margaret come modella e Bancroft, il capo di Dick, si incapriccia della ragazza. La sarta è lusingata dalle attenzioni che Bancroft ha per sua figlia, ma Margaret riesce a sottrarsi alle avances dell'uomo che, oltretutto, è già sposato.
La moglie di Bancroft, una signora della buona società che sembra ignorare le intenzioni del marito, si offre di adottare Margaret che così potrà aiutarla nelle sue opere di carità. La giovane, pur temendo Bancroft, accetta di andare a vivere in casa della sua benefattrice. Ma la signora, che ha capito quello che vuole il marito, si adopera per riavvicinare Dick a Margaret: di nuovo riuniti, i due innamorati possono finalmente sposarsi, sottraendo in tal modo definitivamente Margaret alla persecuzione del ricco libertino.

## Produzione
Il film fu prodotto dalla Essanay Film Manufacturing Company.

## Distribuzione
Distribuito dalla V-L-S-E, il film uscì nelle sale cinematografiche USA il 20 dicembre 1915.